# Nagy Kornél
Nagy Kornél (Püspökladány, 1986. november 21. –) magyar válogatott kézilabdázó, a francia élvonalban szereplő Dunkerque HBGL játékosa.

## Pályafutása
Nagy Kornél Nádudvaron kezdett kézilabdázni, később játszott Békésen, Dunaújvárosban és Veszprémben is mielőtt Franciaországba igazolt volna. A Dunaferr SE-ben eltöltött öt szezon alatt négyszer lett bronzérmes a bajnokságban, illetve résztvehetett az EHF-kupában négy szezonban. 2007-ben Magyar kupadöntőt játszott az MKB Veszprém KC ellen, ahol ezüstérmesek lettek. A következő szezonban a Kupagyőztesek Európa-kupájában indulhattak. 
2010-ben Nagy lett a bajnokság gólkirálya és a következő szezont már a bajnoki címvédő MKB Veszprém KC-nál töltötte. Az ott töltött egy év során magyar bajnok és kupagyőztes lett, valamint a Bajnokok ligájában a legjobb 16 közé jutottak.
2011 óta játszik a francia Dunkerque HBGL csapatában, első ott töltött szezonjában az EHF-kupa döntőjébe jutottak, ahol a német Frisch Auf Göppingen ellen vereséget szenvedtek. Legnagyobb sikerét 2014-ben a érte el az ott töltött idő alatt, amikor csapatával megnyerte a francia bajnokságot, a csapat történetében először.
A magyar válogatottal 2007 óta vesz részt világeseményeken, két világbajnokságon(2007, 2013) és négy Európa-bajnokságon(2010, 2012, 2014, 2016) volt tagja a csapatnak. 

## Sikerei
- Magyar bajnokság győztese: 2011
- Magyar kézilabdakupa győztese: 2011
- Francia bajnokság győztese: 2014